# Masdevallia niesseniae
Masdevallia niesseniae är en orkidéart som beskrevs av Carlyle August Luer. Masdevallia niesseniae ingår i släktet Masdevallia och familjen orkidéer. Inga underarter finns listade i Catalogue of Life.